# Bombo (arquitectura)

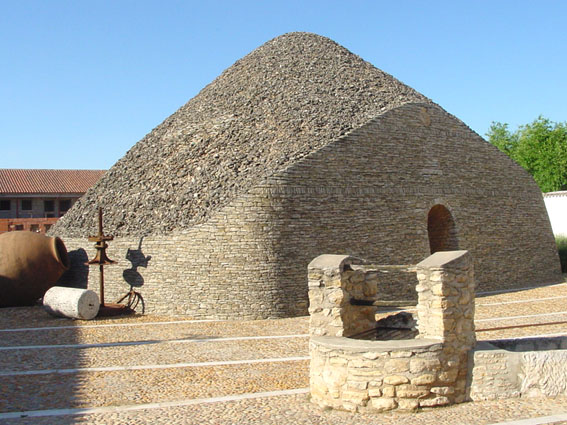
Un bombo en Tomelloso.

Bombo es el nombre que recibe una construcción rural tradicional manchega concebida especialmente para alojar en ella a pastores y labradores, junto con sus animales de labor y sus aperos de labranza (utensilios). 
Es una denominación habitual en la localidad de Tomelloso (Ciudad Real), así como en Socuéllamos, en Villarrobledo, en El Provencio y alrededores. 
Servía como refugio de los trabajadores del campo durante la época de las faenas agrícolas y pastoriles. En muchos casos era vivienda para todo el año ya que muchas de estas faenas no tenían fin a lo largo de las cuatro estaciones. En otros casos la permanencia era de algunas semanas.
Un bombo es una construcción de planta circular o elíptica. Se construye con una falsa cúpula, por aproximación de hiladas de lajas, todo ello sin utilizar argamasa. Su interior es amplio; tiene cocina y chimenea, camastros con base de piedra y pesebre para los animales. Los bombos de labradores son más amplios, frente a los pastoriles, más modestos, sólo para uno o dos individuos.
En Tomelloso se encuentra el Museo del Carro y Aperos de Labranza, donde se expone una muestra de aperos y demás enseres usados tradicionalmente en el campo manchego para las faenas agrícolas. En un espacio exterior puede verse por dentro y por fuera un ejemplar de estos bombos, construido a finales del siglo XX (1968-1970) por Pablo Moreno Muñoz, más conocido por Cota, maestro en el arte de levantar este tipo de construcciones, y dos peones ayudantes. El bombo de la fotografía es el que se acaba de describir.
Los bombos forman parte del patrimonio cultural de Castilla-La Mancha, otorgándoseles la protección que la ley dispensa a los bienes de esta naturaleza.